# ریورهرست (ساسکاچوان)
ریورهرست (به انگلیسی: Riverhurst) یک منطقهٔ مسکونی در کانادا است که در ساسکاچوان واقع شده‌است. ریورهرست ۱۲۴٫۸ کیلومتر مربع مساحت و ۱۱۴ نفر جمعیت دارد.